# Hyphomicrobiaceae
Hyphomicrobiaceae es una familia de bacterias rhizobiales. Incluye entre otros, Azorhizobium, un género de rizobio, y Rhodomicrobium, un género de  bacteria púrpura.
Son bacterias del suelo o acuáticas que por lo general tienen las células individuales unidas por filamentos finos.